# 涂禹则
涂禹则（Turkstan Nur Bai，？—1946年10月6日）哈萨克族，籍贯不详，中华民国官员。

## 生平
1946年9月间，新疆省联合政府完成了新疆省内的选举委员会组织章程，成立了由省方、伊宁方（三区革命方面）、公正人士组成的派赴新疆省10个专区的10个监选小组，监督即将开始的新疆省各县参议会及县长的民选。1946年10月6日，新疆省联合政府派往阿山的第6监选小组途经塔城区的额敏县时，时任迪化专署副专员的第6监选小组组长涂禹则（Turkstan Nur Bai）、新疆省政府秘书克斌全（Kamal Beg）（两人都是哈萨克族人）及司机，被当地民众殴打致死。同时期，其他专区在选举问题上也发生了一些暴力事件。